# Lucius Aurelius Gallus (Konsul 174)
Lucius Aurelius Gallus war ein römischer Politiker und Senator des 3. Jahrhunderts n. Chr.
Gallus war Sohn von Lucius Aurelius Gallus, des Suffektkonsuls von 146. Nach seinem ordentlichen Konsulat im Jahr 174 wurde er Legat der Provinz Dalmatia (179–182?).